# پربونگن
پربونگن (اندونزیایی: Perbaungan) شهری در استان سوماترای شمالی کشور اندونزی است. جمعیت این شهر بر اساس سرشماری سال ۱۹۹۰ میلادی، ۲۵٫۶۷۳ نفر و بر اساس سرشماری سال ۲۰۰۰ میلادی، ۱۱۱٫۸۵۰ بوده که در سال ۲۰۰۷ میلادی به ۱۸۱٫۵۳۸ نفر افزایش یافته‌است.